# Dendropsophus tintinnabulum
Dendropsophus tintinnabulum es una especie de anfibios de la familia Hylidae.
Habita en Brasil y posiblemente en Colombia.
Sus hábitats naturales incluyen bosques tropicales o subtropicales secos y a baja altitud, ríos, marismas de agua dulce y corrientes intermitentes de agua.